# Pirkmaier
Pirkmaier je priimek več znanih Slovencev:
- Božo (Bogomir) Pirkmaier/Pirkmajer, kemik (1902—1979)
- Franc Pirkmaier (1859—1921), učitelj, politik?
- Saša Pirkmaier (1937—2022), gozdar, lesar, univ. prof.